# Vernonia larseniae
Vernonia larseniae là một loài thực vật có hoa trong họ Cúc. Loài này được B.L.King & S.B.Jones miêu tả khoa học đầu tiên năm 1975.